# Sint-Foillanuskerk (Neerlinter)

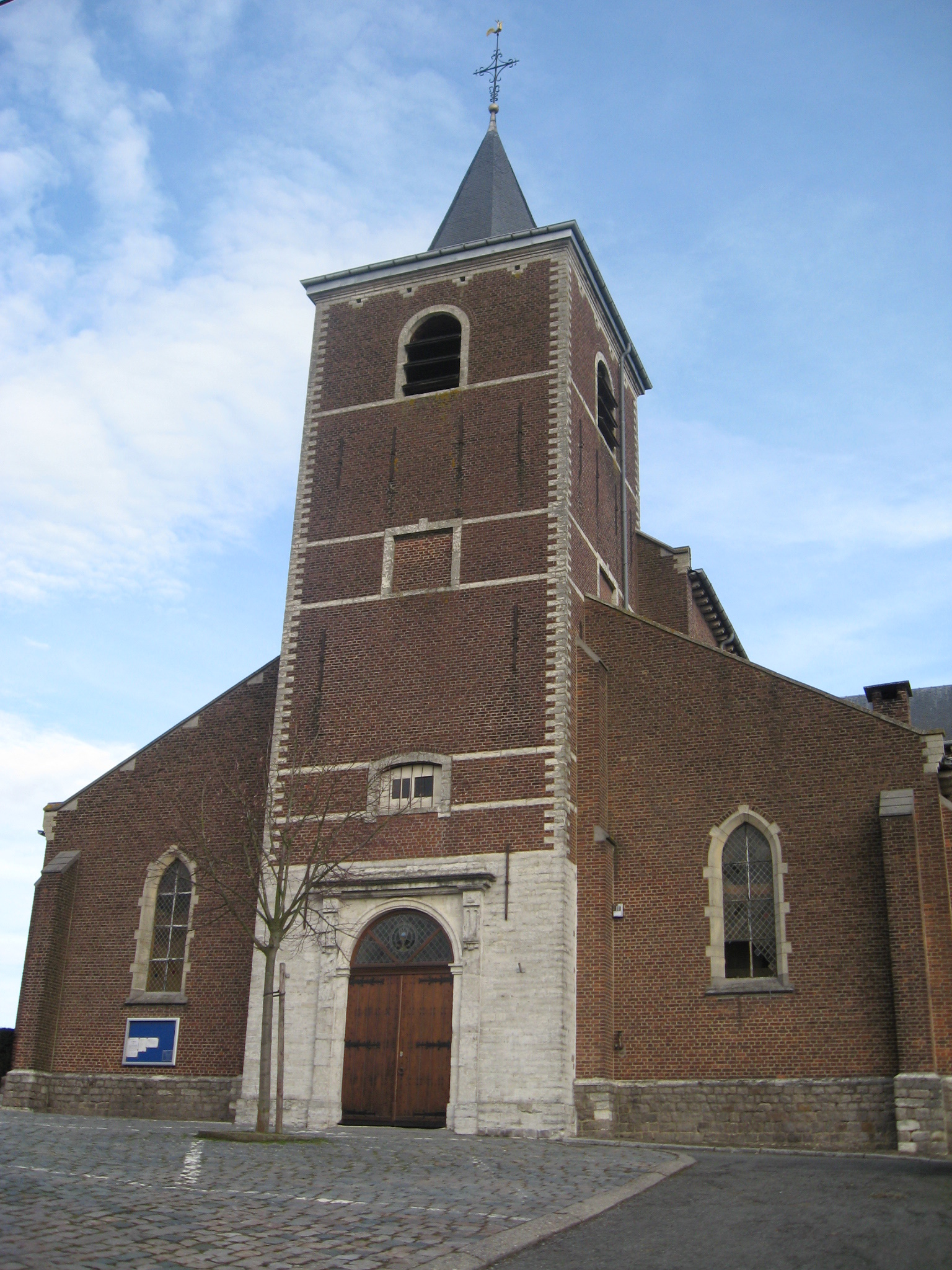
Toren van de kerk

De Heilige-Foillianuskerk is een kerk in het Belgische Neerlinter. Zij wordt sinds 2004 beschermd als monument.

## Geschiedenis
Foillan, in het Latijn Foillanus genoemd en soms Follianus,  is de patroonheilige van Neerlinter, wordt aangeroepen tegen het speen. De kerk die aan hem is gewijd wordt vermeld in een oorkonde van 1139, waarin te lezen staat dat het heiligdom toen al lang bestond. Het is waarschijnlijk dat de eerste kerk werd gesticht door de hertogen van Brabant. Uit stukken van 1234 en 1236 blijkt namelijk dat zij recht hadden op de tienden en het patronaat van de kerk, dit is het recht om de pastoor te benoemen.
Mogelijk in 1236 deed hertog Hendrik I van Brabant afstand van zijn rechten ten voordele van het klooster van Oplinter dat voortaan de tienden opstreek. De abdij van Oplinter bleef met het onderhoud van de kerk belast tot in 1408 toen de Neerlintenaars een nieuwe kerk bouwden. De abdij van Oplinter had met tweehonderd Franse kronen bijgedragen in de bouwkosten, onder het beding dat zij van het onderhoud van het kerkdak blijvend zou worden ontlast.
In 1489 werd de kerk door brand vernield. Ze werd waarschijnlijk in brand gestoken door de soldaten van Albert van Saksen die in opdracht van aartshertog Maximiliaan de roerige steden en gemeenten van het hertogdom Brabant kwam onderwerpen. Omdat Neerlinter openlijk partij had gekozen tegen de bisschop van Luik, was de gemeente geëxcommuniceerd. De kerk mocht als gevolg hiervan pas weer worden heropgebouwd nadat een delegatie van Neerlinter bij de bisschop van Luik vergiffenis was gaan vragen. De nieuwe kerk werd uitgebreid met twee zijbeuken.
Op 24 februari 1713 werden toren en kerk opnieuw door een brand beschadigd. Het zware ijzeren kruis stortte op het dak van de kerk. Pastoor Gerardus Pierart noteerde in het doopregister dat op dezelfde dag 15 huizen in Tienen en 25 huizen in Zoutleeuw afbrandden. Dit was mogelijk het gevolg van een zwaar onweer boven de streek.
Rond 1790 werd de kerktoren afgebroken, die zoals de hele kerk met arduinstenen was opgebouwd. De nieuwe toren werd met bakstenen opgetrokken en steekt af bij de oudere gedeelten in natuursteen. Twaalf jaar later werden de kleine, stijlvolle rosacen in de zijbeuken vergroot en veranderd in halfronde vensters, volgens de bouwtrant van het begin van de 19e eeuw. In 1819 werden de zijbeuken aan beide zijden van de toren doorgetrokken. Het transept dateert van 1873.

## Interieur

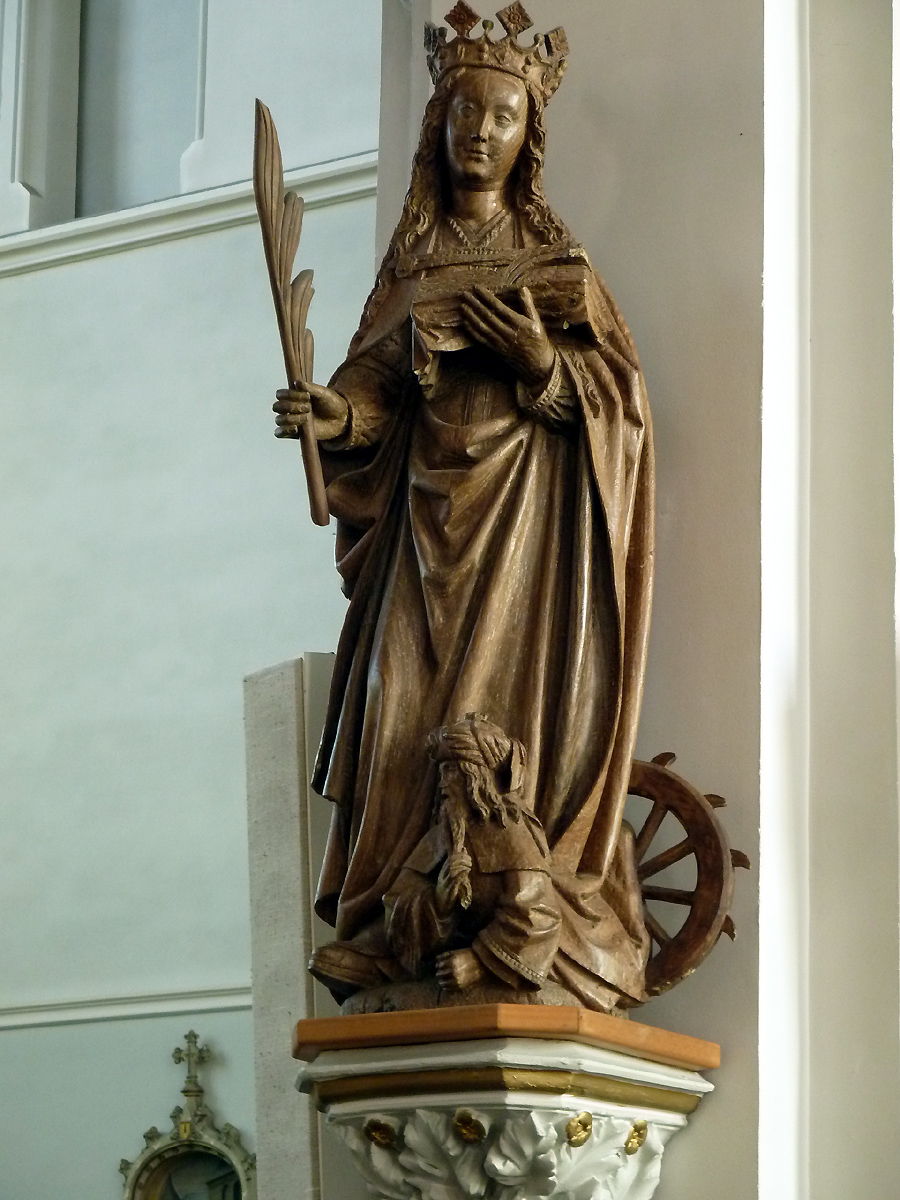
Heilige Catharina van Alexandrië

Het houten beeld van de heilige Catharina van Alexandrië dateert van de vijftiende eeuw en zou gesneden zijn door 'Meester Henricke van Hakendovel' (volgens de stadsarchieven van Leuven). Bij de restauratie in 1975 - het beeld was beplaasterd en geverfd - kwam de kunstzinnigheid aan het licht en bleek dat het beeld bestemd was om in ongepolychromeerd ruw hout te staan. De uiterst fijne verzorging van het geheel en de gepolijste kleren en aangezicht wijzen daarop. Naast het traditionele rad zit een klein figuurtje, een wijsgeer uit Alexandrië, met de hand in zijn baard en grote tulband op het hoofd. Het is met de filosofen dat de schrandere Catharina in dispuut trad over geloofsvragen, reden waarom ze gefolterd werd op een rad en nadien onthoofd.
Het tabernakel komt uit het klooster van de OLV-broeders van Tienen. De kunstige lambrisering met houtsnijwerk en de communiebank werden in 1782 door plaatselijke schrijnwerkers gemaakt: Francis de Linotte van Hoeleden en Felix Lambeets van Neerlinter. Het mooiste pronkstuk van de kerk is de stenen doopvont van 1551, een achthoekige kuip versierd met bloemen en bladeren. Uit de rand steken vier mensenhoofden en de voet wordt door vier leeuwen ondersteund.

### Herenkapel
Naast het hoogkoor en de twee koren in de zijbeuken is er nog een vierde koor, dat tegenwoordig als sacristie wordt gebruikt. Het was vroeger een kapel, gewijd aan de heiligen Johannes-Baptista en Georgius, die voorbehouden was voor de heren van Neerlinter. Zij woonden er de zondagsdiensten bij en werden er ook begraven. Het welfsel van het koor is versierd met geschilderd hout, waarop de wapens van verscheidene heren zijn aangebracht. Op een zijwand prijkt levensgroot Sint Joris op zijn paard, terwijl hij met zijn lans de draak doodt. Men kan ze met een ladder bereiken via de huidige sacristie.
De Belgische Commissie van Monumenten oordeelde tijdens haar visitatie van 25 oktober 1866  dat ‘het zeer merkweerdige werk’ te erg vervallen was om een herstelling te verdienen.
Em. prof. dr. Léon Van Buyten wijdde in 2011 een studie aan de verborgen plafondschildering van de Sint-Joriskapel in de kerk van Neerlinter en bracht de vroegere artistieke rijkdom van het oude koor met aanpalende herenkapel aan het licht. Van Buyten slaagde erin de vier heerlijke wapenschilden op de medaillons van het verborgen plafond te identificeren en zo de ouderdom van de schilderingen te bepalen. De opdrachtgever van de plafondschildering moet Raes de Baillet geweest zijn, heer van Neerlinter van 1490 tot 1530. De geïdentificeerde wapens zijn van de families van Rivieren-Aarschot, van Ranst de Berchem, de Juppleu de Gesve(s) en de Baillet van Neerlinter. Hij suggereert dat een restauratie van het plafond moet worden overwogen gelet op de vooruitgang in restauratietechnieken sinds 1866.

## Bescherming
Het kerkorgel, gebouwd omstreeks 1600 door Chr. Ancion uit Hoei, werd in 1981 beschermd als monument. Het instrument heeft een zeldzame orgelkast met kenmerken van de vroeg-barok. Het orgel werd door de kerkfabriek van Neerlinter in 1777 voor 800 gulden bij de Brusselse orgelmaker Jan-Baptist Goynaut gekocht, die het van de abdij van Heylissem had overgenomen.
De kerk en het ommuurde kerkhof zijn sinds 2004 eveneens beschermd als monument.

## Foto's

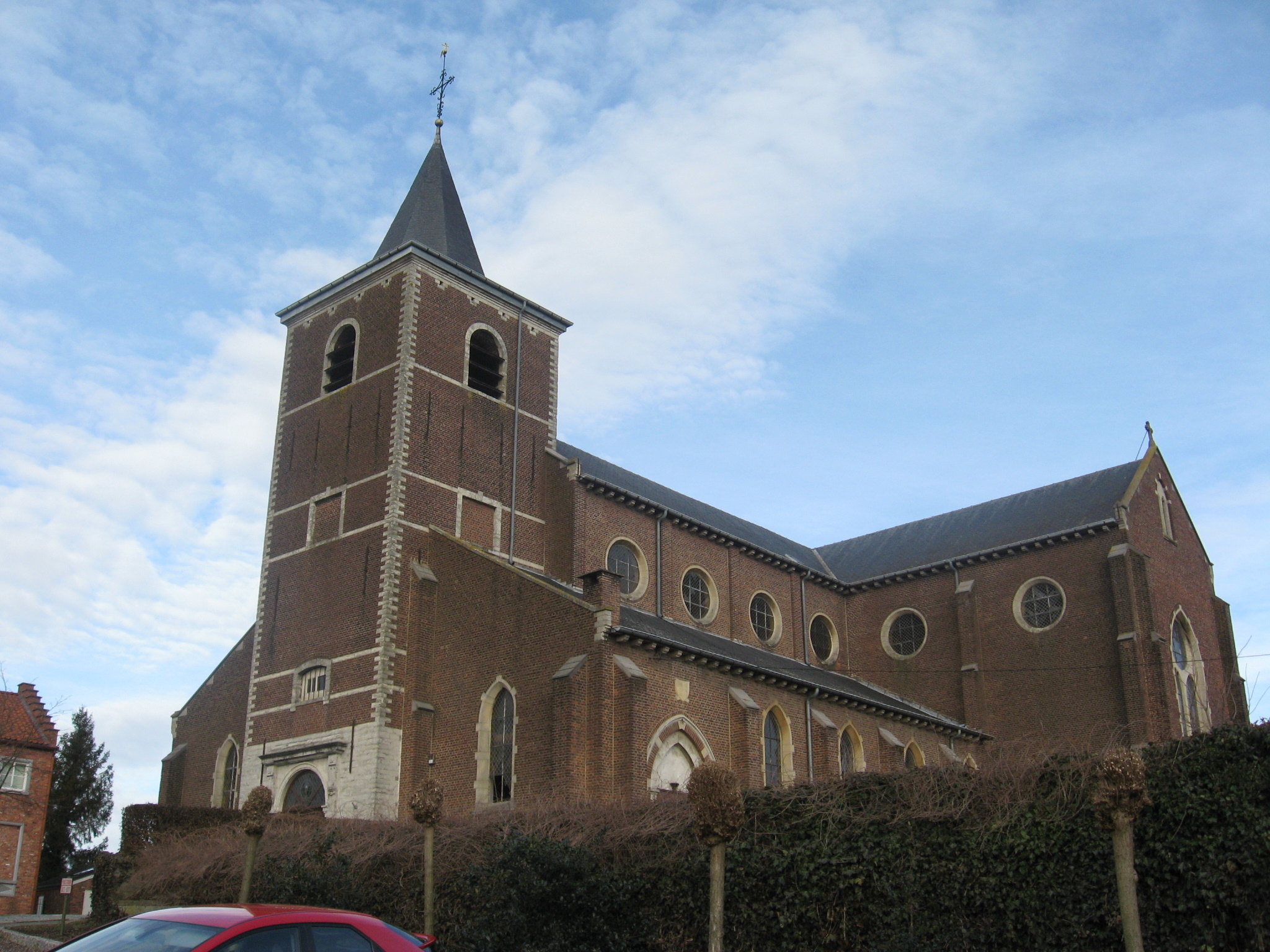
Sint-Foillanuskerk
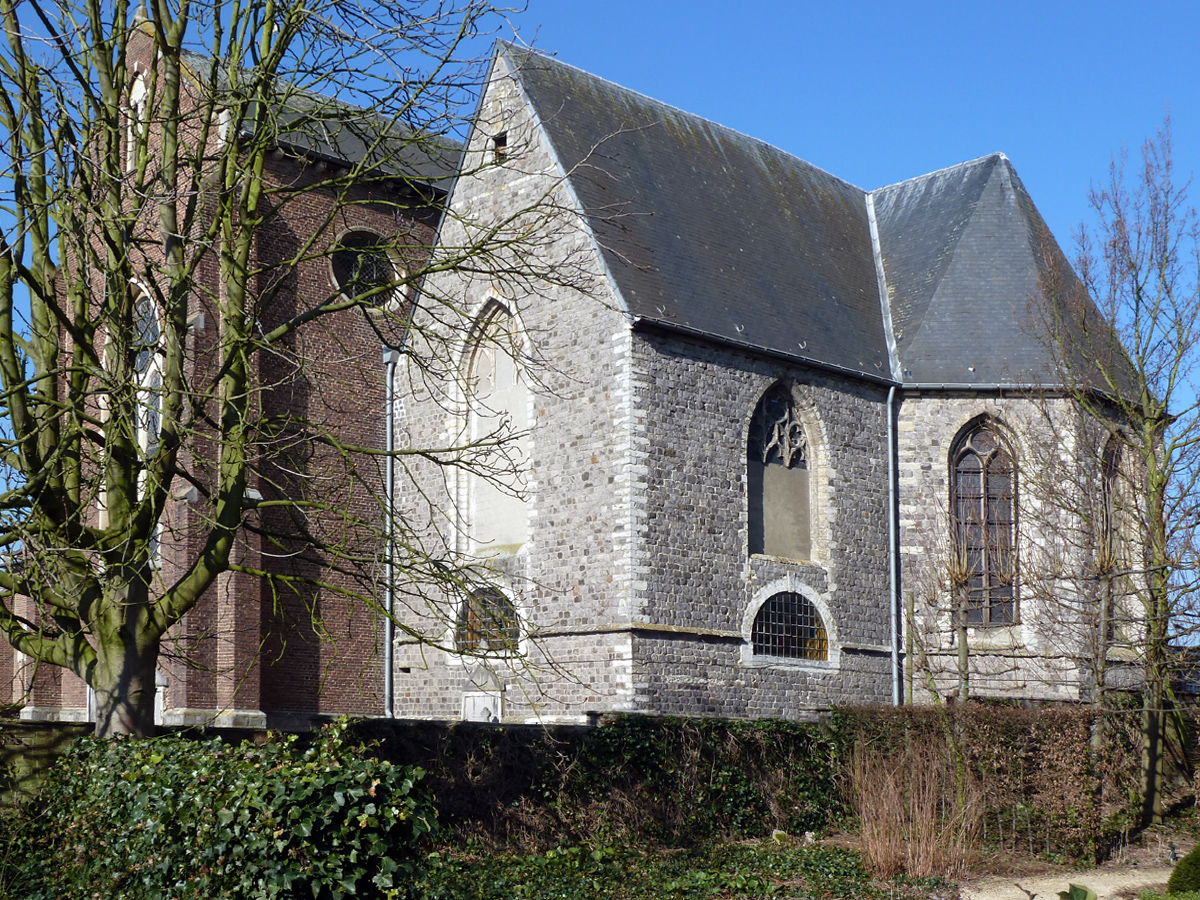
Privékapel van de heren van Neerlinter, nu sacristie
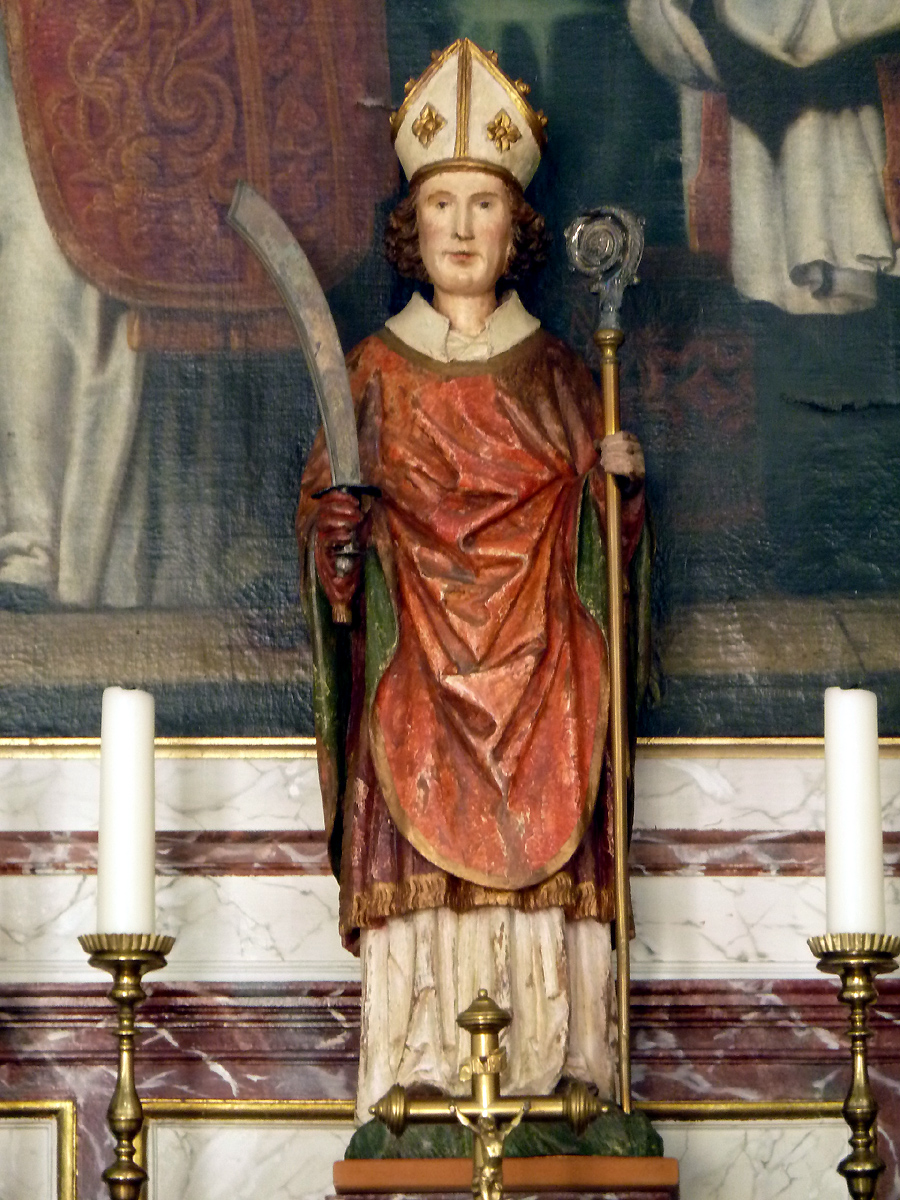
Beeld van de heilige Foillanus in de rechter zijkapel
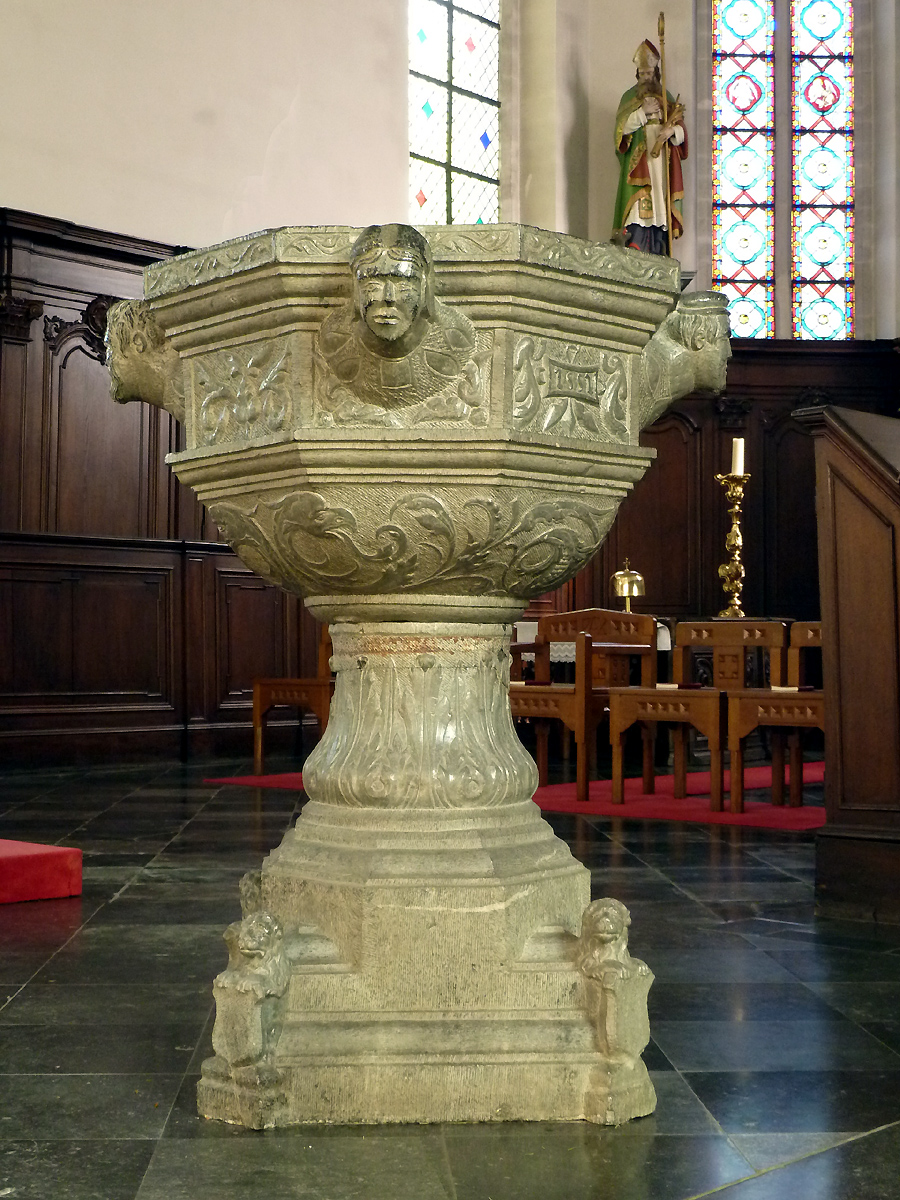
Doopvont van 1551
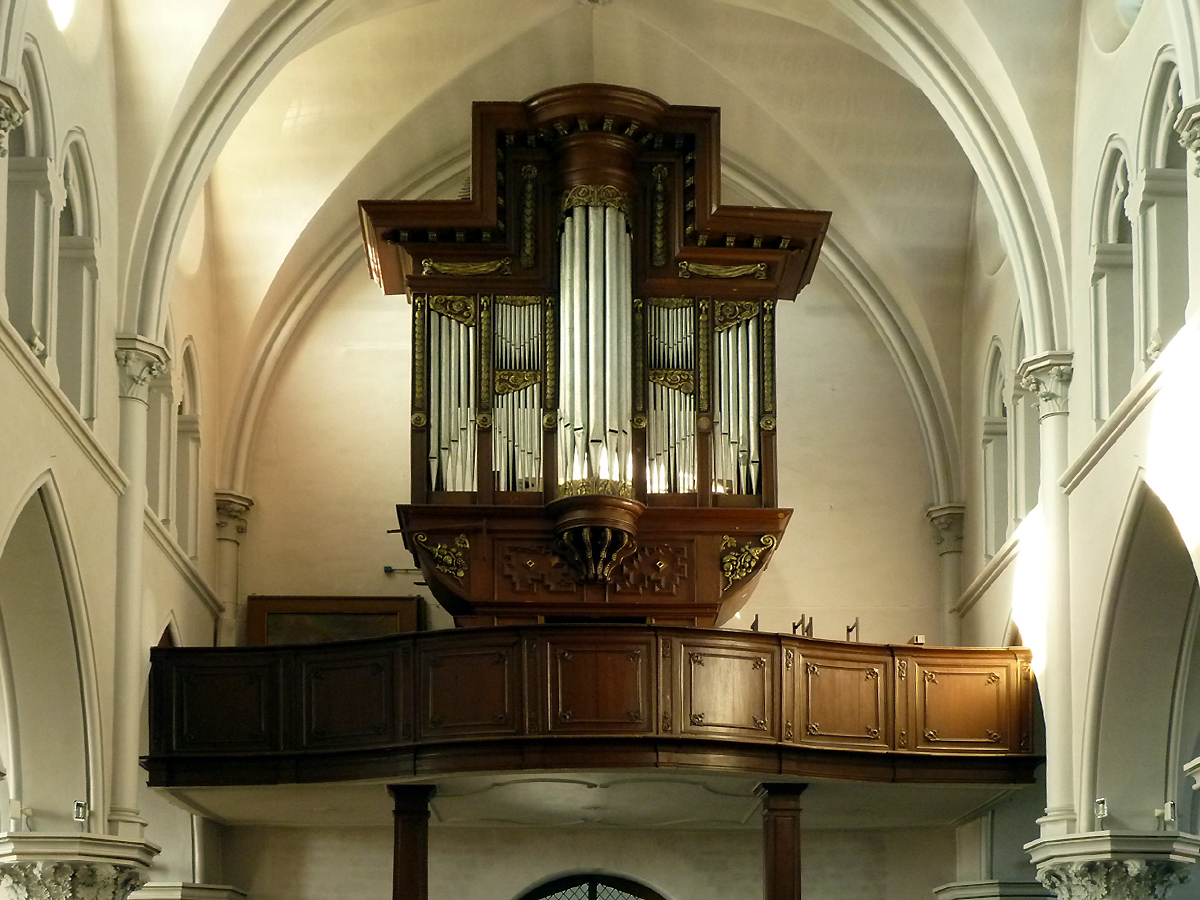
Geklasseerd orgel van Chr. Ancion (1660)
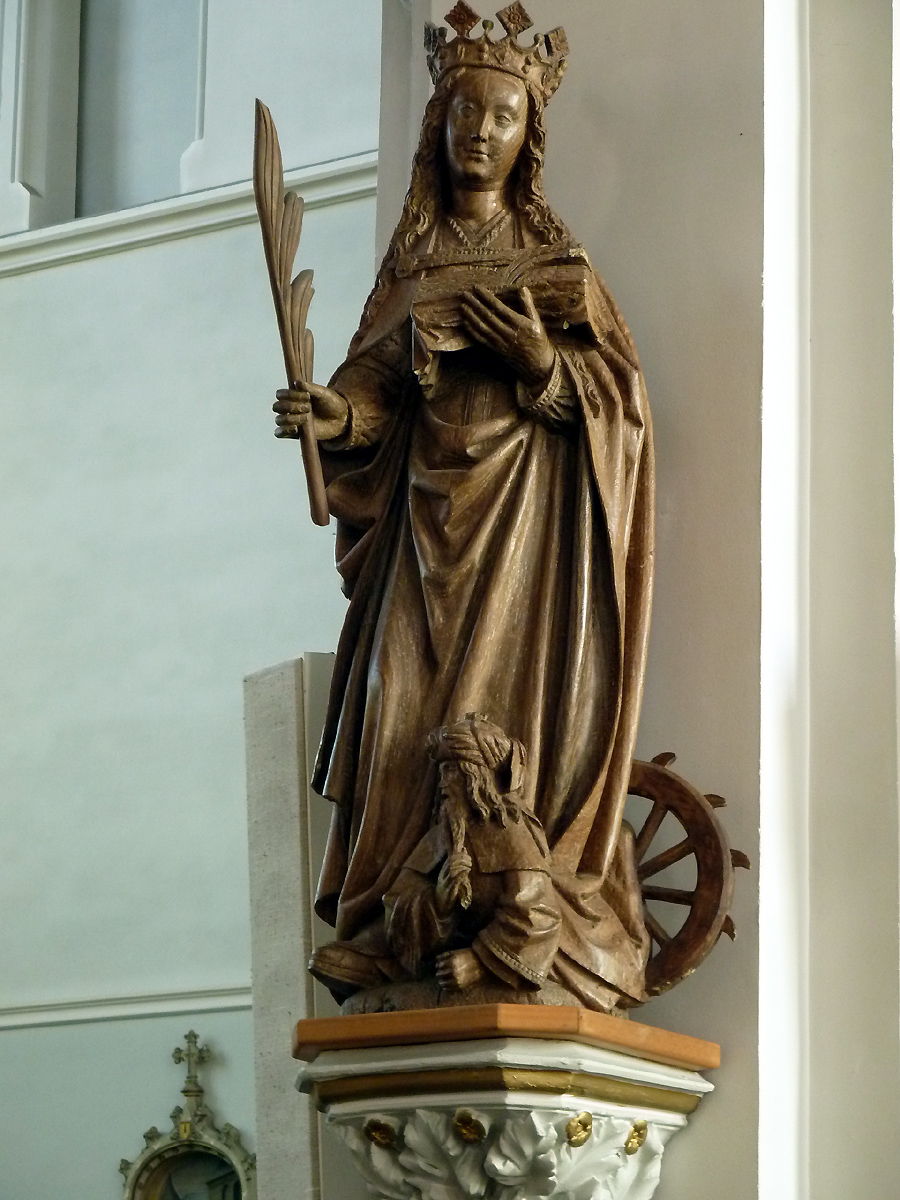
De heilige Katharina met wiel
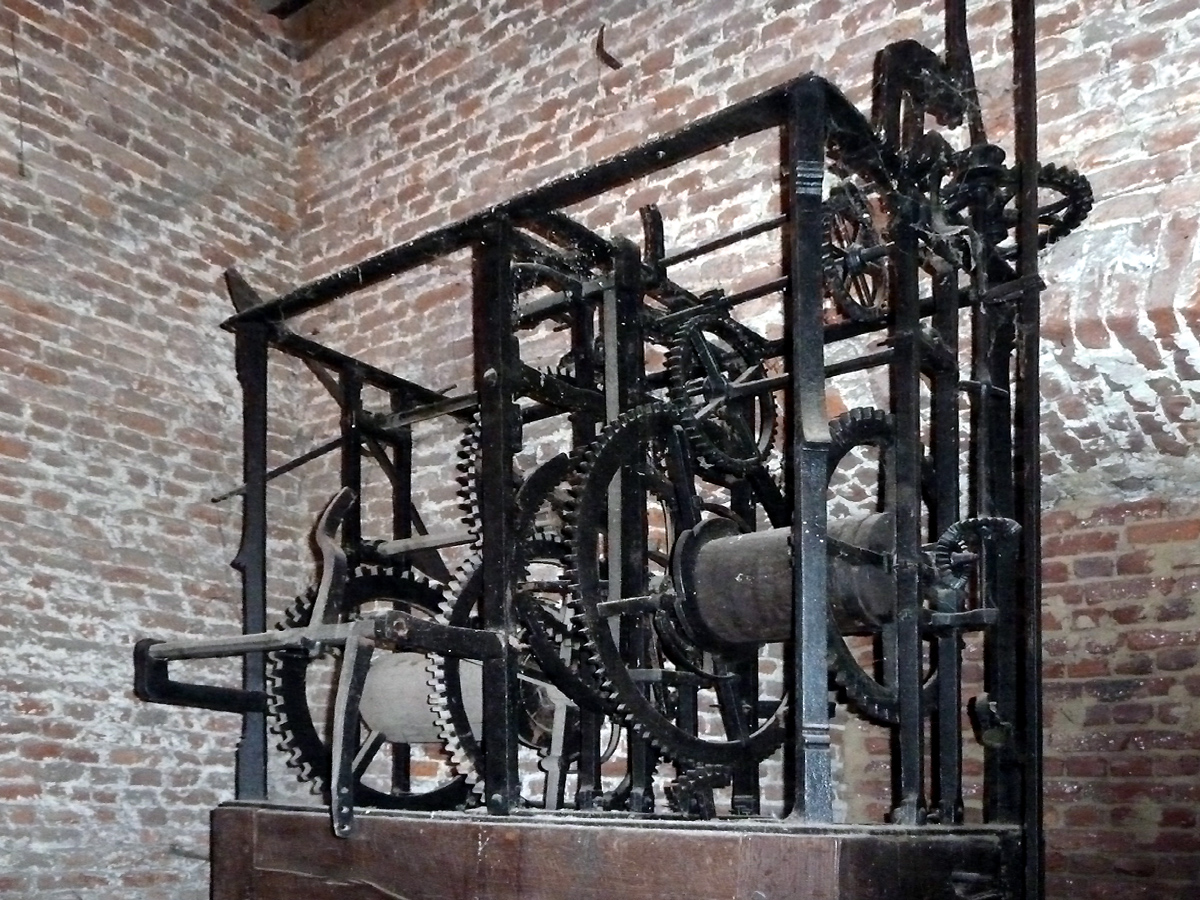
Uurwerk van de torenklok
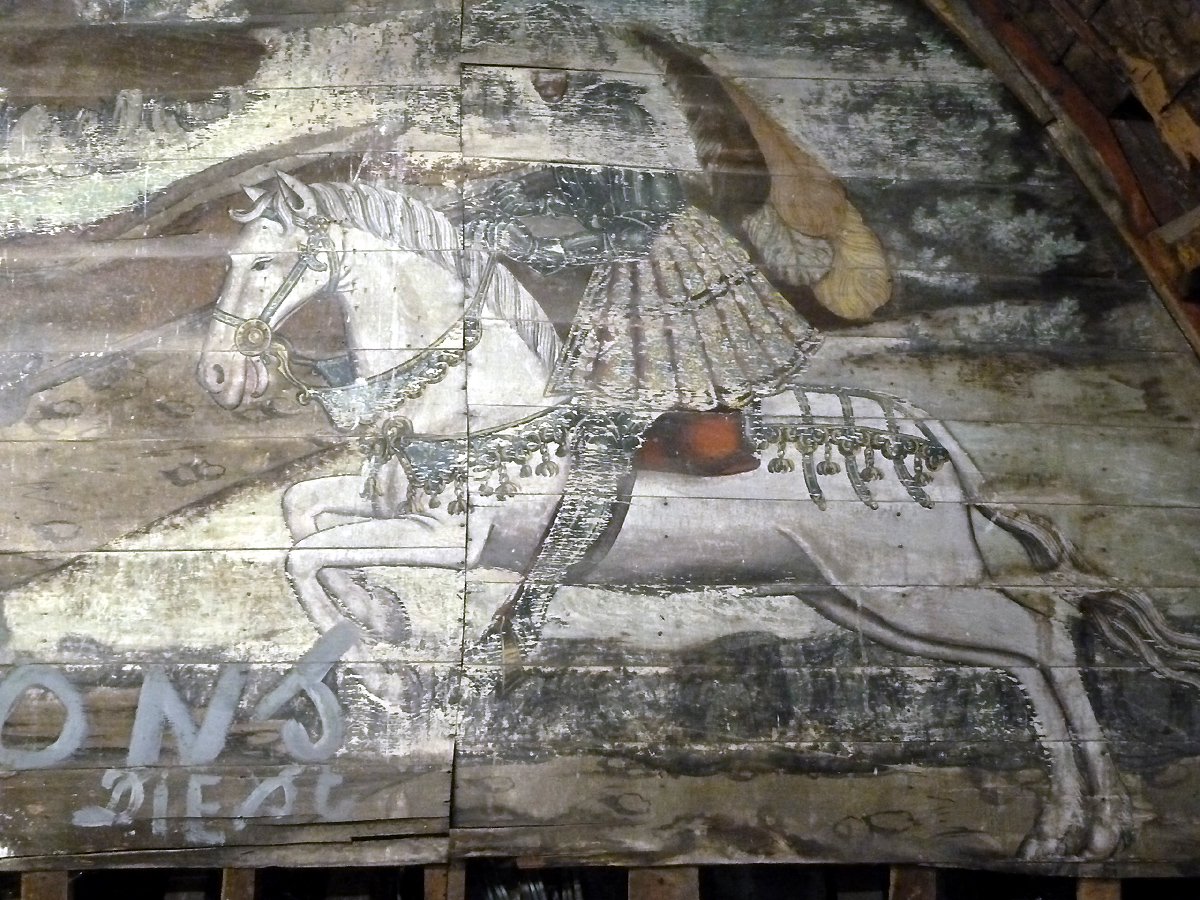
Sint-Joris op de zolderwand van de herenkapel
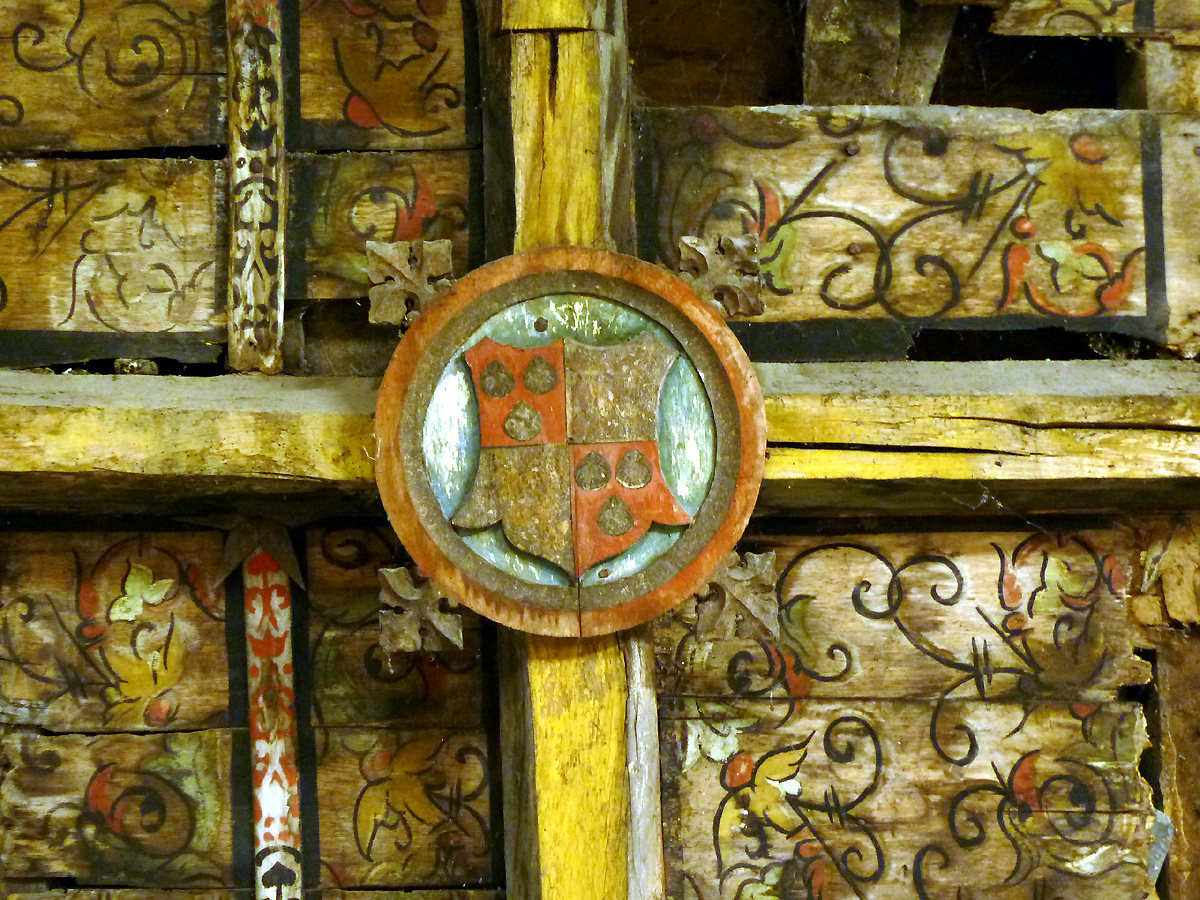
Wapenschild van de heren van Neerlinter in hun privé-kapel
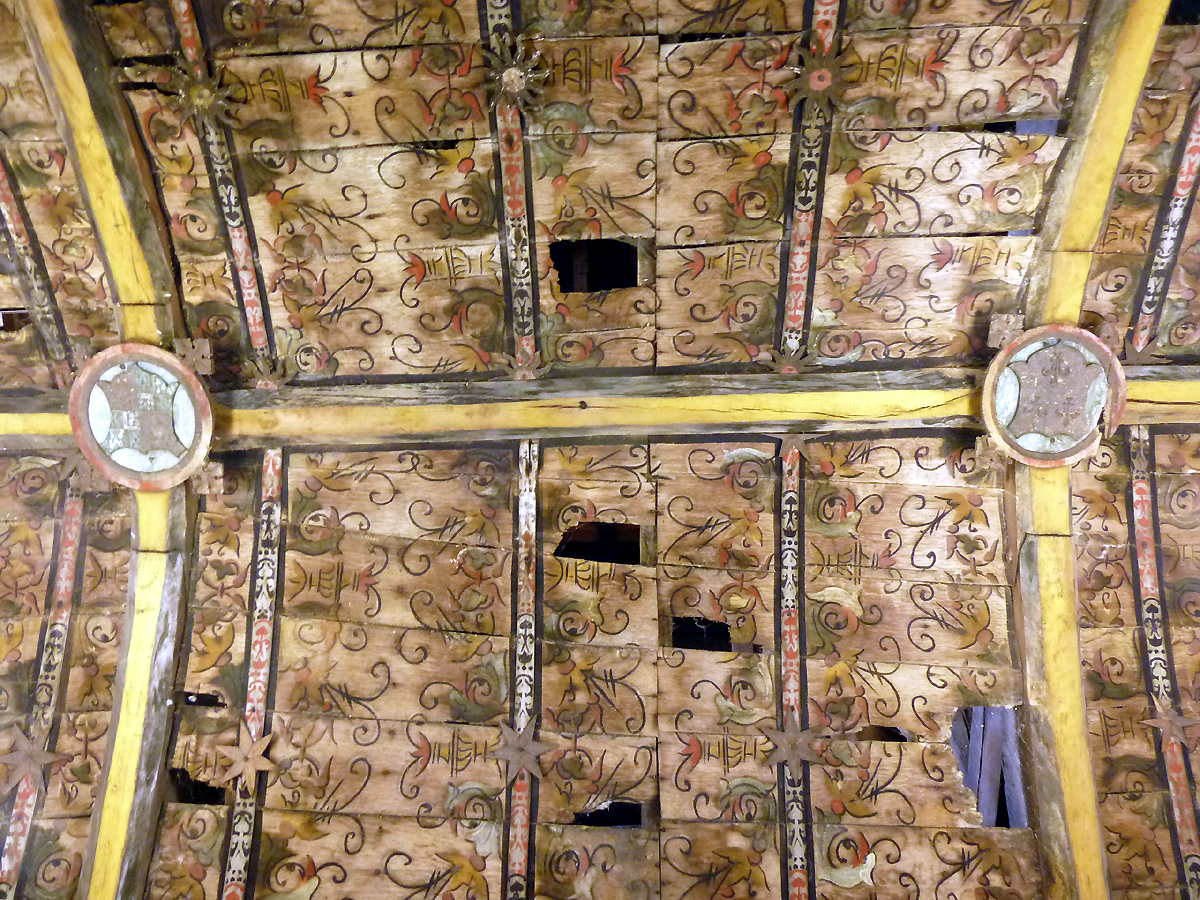
Geschilderde gewelven in de kapel van de heren van Neerlinter